# Красный Север (газета, Вологда)

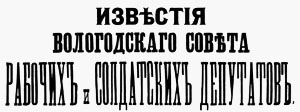
Шапка первого выпуска газеты

«Красный Север» — старейшая областная газета Вологодской области. Издаётся с 1917 года. Первый номер вышел 18 апреля 1917 года. Первоначально называлась «Известия Вологодского совета рабочих и солдатских депутатов». С 1 мая 1919 года — «Красный север». Первый редактор — Анатолий Субботин.
Газета выходит 3 раза в неделю.